# جنت آلتوگ
جنت آلتوگ (انگلیسی: Jeannette Altwegg؛ زادهٔ ۸ سپتامبر ۱۹۳۰) تنیس‌باز، و اسکیت‌باز نمایشی اهل بریتانیا است.